# Pherotrichis leptogenia
Pherotrichis leptogenia är en oleanderväxtart som beskrevs av Robinson. Pherotrichis leptogenia ingår i släktet Pherotrichis och familjen oleanderväxter. Inga underarter finns listade i Catalogue of Life.